# Яцюк Михайло Васильович
 Михайло Васильович Яцюк (нар. 1 листопада 1972 р., с. Новофастів, Вінницький район, Вінницька область) — український вчений в галузі водних ресурсів, водного господарства та меліорації, кандидат географічних наук, державний службовець 2-го рангу, директор Інституту водних проблем і меліорації НААН України.

## Творча біографія
Після закінчення середньої школи у 1990 р. вступив на географічний факультет Київського національного університету імені Тараса Шевченка, який закінчив у 1995 р. за спеціальністю гідрологія та гідрохімія.
- 1995 — 1998 рр. — аспірант кафедри гідрології та гідрохімії географічного факультету Київського національного університету імені Тараса Шевченка.
- 1998 — 2001 рр. — головний спеціаліст, начальник відділу Дніпровського БУВР Держводгоспу України (м. Вишгород Київської обл.).
- 2001 — 2003 рр. — начальник відділу в Управлінні комплексного використання водних ресурсів Держводгоспу України (м. Київ).
- 2003 — 2008 рр. — начальник відділу, начальник управління контролю та зв’язків з громадськістю Держводгоспу України.
- 2008 — 2011 рр. — заступник, перший заступник Голови Державного комітету України по водному господарству.
- 2011 — 2014 рр. — перший заступник Голови Державного агентства водних ресурсів України.
- 2015 — 2016 рр. — старший науковий співробітник Українського гідрометеорологічного інституту ДСНС України та НАН України.
- 2016 — 2021 рр. — заступник директора з наукової роботи Інституту водних проблем і меліорації НААН України.
- Від 2021 р. — директор Інституту водних проблем і меліорації НААН України.

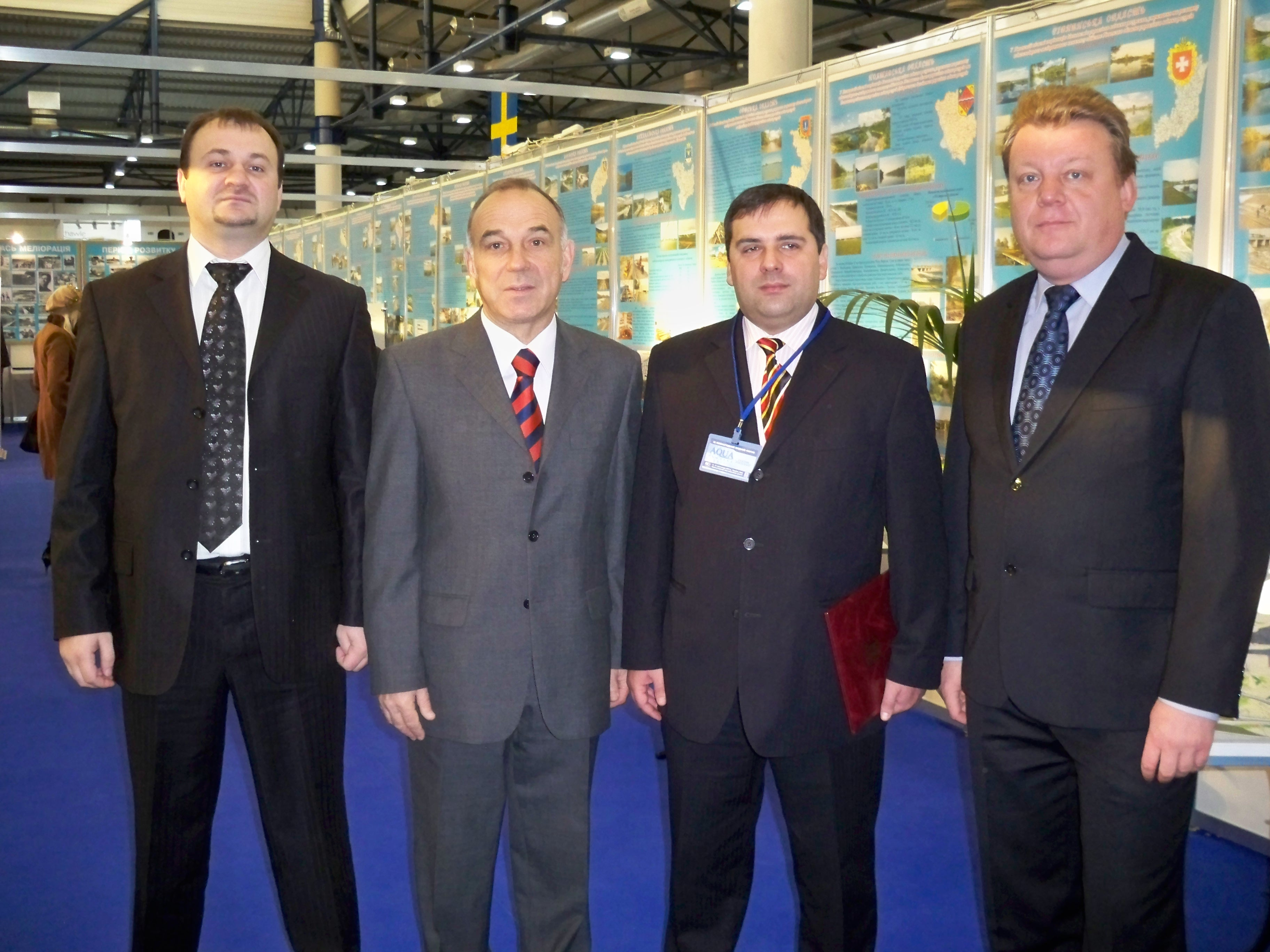
На міжнародному форумі Aqwa Ukraine (зліва направо): Чунарьов О.В., Хільчевський В.К., Яцюк М.В., Гребінь В.В., 2011 р.

.

## Напрями наукової діяльності
У 2001 р. — в Київському національному університеті імені Тараса Шевченка захистив кандидатську дисертацію: "Оцінка, прогнозування та оптимізація гідрохімічного режиму в умовах техногенного впливу (на прикладі басейну р. Самара)" за спеціальністю 11.00.07 — гідрологія суші, водні ресурси, гідрохімія (науковий керівник — проф. Хільчевський В.К.).
У 2002 р. — проходив наукове стажування в Данському гідравлічному інституті (Данія).
Виконавець низки міжнародних наукових проєктів з реалізації інтегрованого управління водними ресурсами в Україні.
Основні напрями сучасної наукової діяльності — удосконалення інтегрованого управління водними ресурсами на основі басейнового принципу, моніторинг якості води, наукове обгрунтування заходів щодо захисту від шкідливої дії вод, розробка законодавчих та нормативно-правових актів у сфері розвитку водного господарства, проблеми, що виникли у зв'язку з руйнацією у 2023 р. греблі Каховського водосховища.
Голова ГВП-Україна (глобальне водне партнерство-Україна), Член Регіональної ради ГВП Центральної та Східної Європи. Один з ініціаторів створення Глобальної водної ініціативи України.

## Деякі наукові праці
- Відходи виробництва і споживання та їх вплив на ґрунти і природні води (2007).
- Гідрографічне районування території України як передумова розробки планів інтегрованого управління річковими басейнами (2012).
- Аналіз оцінки якості води в Україні та основні завдання її адаптації до Європейського законодавства (2013).
- Гідрографічне районування території України: принципи, критерії, порядок здійснення (2013).
- Водогосподарське районування території України: критерії та порядок виділення водогосподарських ділянок (2013).
- Методики гідрографічного та водогосподарського районування території України відповідно до вимог Водної рамкової директиви Європейського Союзу (2013).
- Моніторинг та особливості гідрогеологічних та гідрологічних умов Шацького поозер’я в сучасних кліматичних умовах (2021).
- Природні води Шацького поозер’я в контексті змін клімату (2022).